# Rudolf Behr
Rudolf Gottfried Behr (* 1. Juli 1905 in Dresden; † 15. Dezember 1974 in Stuttgart) war ein deutscher Parteifunktionär (NSDAP) und Kirchenbeamter.

## Leben
Er war der Sohn des Kaufmanns Georg Otto Hugo Behr. Rudolf Behr schloss sich als Kirchenbeamter frühzeitig nationalsozialistischen Ideen an und trat zum 1. Mai 1930 der NSDAP im Gau Sachsen bei (Mitgliedsnummer 244.180), die ihn am 3. Mai 1934 zum ehrenamtlichen Kreisleiter von Döbeln berief. In dieser Funktion war er von 1942 bis 1945 hauptamtlich tätig.
Im April 1935 ernannte ihn der sächsische NSDAP-Gauleiter Martin Mutschmann in Ausführung der Deutschen Gemeindeordnung zum Beauftragten der NSDAP für den Kreis Döbeln.
Bei der Wahl zum Reichstag 1936 kandidierte Rudolf Behr im Wahlkreis Nr. 28 (Dresden-Bautzen).
Nach dem Ende des Zweiten Weltkrieges und der Besetzung Döbelns durch die sowjetische Besatzungsmacht wurde aufgrund des SMAD-Befehls 201 und des Kontrollratsgesetzes Nr. 10 ein Ermittlungsverfahren gegen ihn wegen seiner politischen Tätigkeiten während der Zeit des Nationalsozialismus eingeleitet.